# Prameny
Prameny (německy Sangerberg) jsou obec v okrese Cheb v Karlovarském kraji. Leží v jižní části Slavkovského lesa, horského charakteru. Žije zde 109 obyvatel. V obci není základní ani mateřská škola, obyvatelé dojíždějí za práci především do Mariánských Lázní.

## Historie

### Nejstarší historie
První písemná zmínka o sídle pochází z roku 1357. Původně bylo zmiňováno jako hornické sídliště a farní ves. V pozdním středověku bylo v okolí těženo stříbro a cín. Roku 1380 získala obec od Boreše z Rýzmburka žlutické městské právo, ale na konci 15. století byla zmiňována opět jako pouhá ves. Obec měla vrcholně kolonizační půdorys s velkou rozšiřující se dvouřadou návsí, jejíž osu tvořil potok a v jejímž středu byl farní kostel. Dvě řady usedlostí doplňovala úzká záhumenicová plužina. Od 16. století do počátku 18. století v rámci zahušťování zástavby byla původní náves z velké části zastavěna domy a ulicemi, mezi nimiž zůstalo několik menších nepravidelných prostranství, v tomto období byla postavena i radnice.

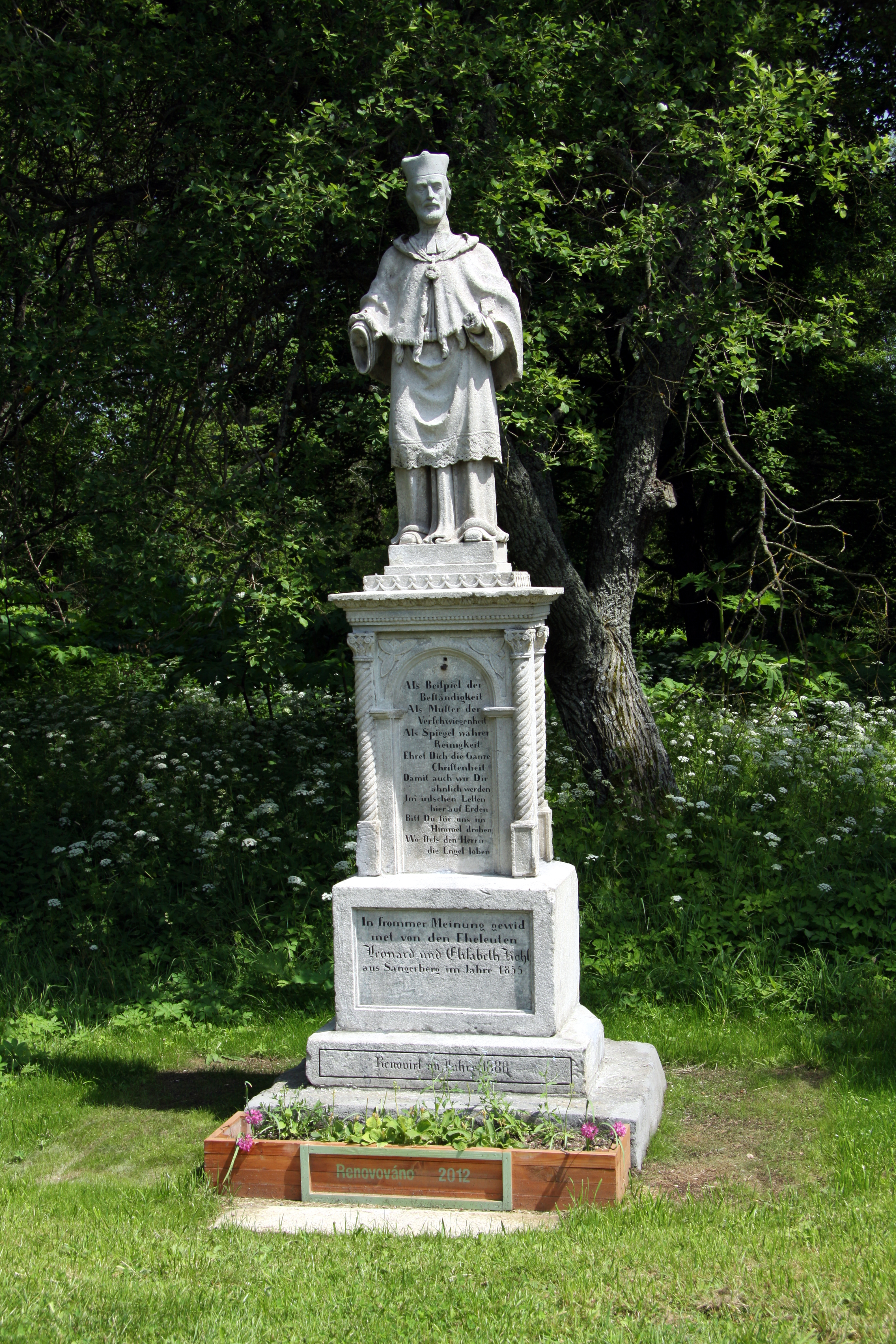
Socha svatého Jana Nepomuckého z roku 1855

Po třicetileté válce v 17. století v oblasti hornictví téměř vymizelo a obyvatelstvo se přeorientovalo na zemědělství a obchod. V roce 1776 založilo panství Bečov nad Teplou v severním sousedství stávajícího Sangerbergu (později zvaného Velký Sangerberg) ulicovou dominikální osadu Nový Sangerberg. Klášterní panství Teplá rozvinulo nepravidelné dvorcové osídlení, později zvané Malý Sangerberg, podél pravého břehu Pramenského potoka (který se jmenoval Roda). Roku 1838 získal zdejší důl „Karel Vojtěch“ na železnou rudu nobilitovaný podnikatel, šlechtic Jan Karel von Starck.[zdroj⁠?!]

### Lázeňské město
Již od 16. století lidé využívali minerální prameny, které v okolí hojně vyvěrají. V roce 1870 byly na jihozápadní straně (směrem do Kladské) založeny malé lázně, což bylo zřejmě příčinou opětovného povýšení obce na město 30. dubna 1873. Byly pro ně podchyceny prameny Giselin, Rudolfův a Vincentův. Rozvoj města se však poté zastavil a počet obyvatel poklesl z 2415 v roce 1872 do roku 1921 na 1381. Do hlavního pramene (Rudolfova čili Juliova) však koncem první světové války pronikla v lázeňské části povrchová voda a byl tak znehodnocen. Pramen byl však následně čištěn a poté opět vhodný k užívání.
Československý stát však podle místního rodáka oblasti osídlené Němci podporoval méně, takže v období mezi válkami vývoj stagnoval a nezaměstnanost vzrůstala. Počet obyvatel z 1381 v roce 1921 vzrostl na 1527 v roce 1930, v roce 1950 měla obec 300 obyvatel a v roce 1961 již jen 181.

### Po vysídlení Němců
Po druhé světové válce došlo k vysídlení původního německého obyvatelstva. Obec se nepodařilo dosídlit a do Pramenů bylo umístěno velitelství nově zřízeného vojenského výcvikového prostoru Prameny, v roce 1947 přemístěného do Lázní Kynžvart. Území bylo součástí vojenského výcvikového prostoru až do roku 1954.
Mezi lety 1954–1958 byly v obci horníci Jáchymovských dolů n.p., pracující na nedalekých uranových dolech. V letech 1946–1958 zde bylo zbořeno 256 domů (265 domů), kostel byl kvůli špatnému technickému stavu zbořen v roce 1958, zbořeno bylo i 11 kaplí. Z 274 domů v roce 1930 zůstalo do roku 1950 pouhých 27, mezi zachovanými byla však i radnice. Dochovala se i socha svatého Jana Nepomuckého z roku 1855.

### Finanční krize obce
V polích na území obce vyvěrají minerální prameny o vydatnosti asi 15 litrů za sekundu. Obec pod vedením starosty Václava Brennera od 90. let 20. století usilovala o vybudování stáčírny a lázní a získala pro tuto stavbu územní rozhodnutí, stavební povolení i licence na minerální vody. Kvůli protestům ochranářů a občanských sdružení byla stavba podle MF Dnes „zablokována“, což odradilo investory, proto se stavba neuskutečnila.

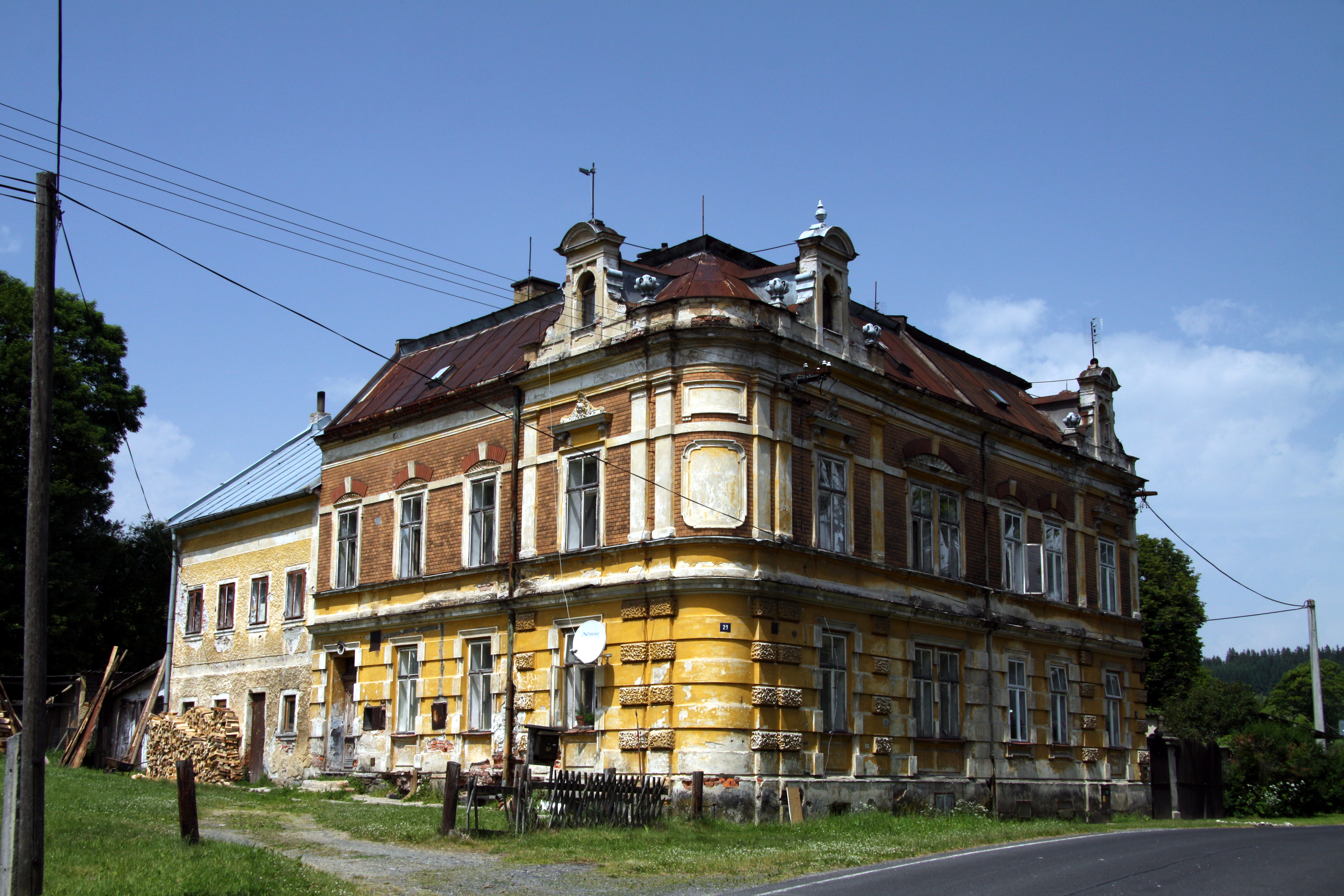
Dům čp. 29 na severu obce

V rámci privatizace bytů musela obec po roce 1989 od Pozemkového fondu odkoupit byty v rodinných domcích. Jejich další prodej však Pozemkový fond zablokoval, z čehož obci vznikl dluh 3,4 milionu Kč. Kvůli nákladům vynaloženým na 17 průzkumných vrtů a vykoupení pozemků pro výstavbu stáčírny a lázní zůstal obci celkový dluh kolem 30 milionů Kč (roční rozpočet obce je asi 3,5 milionu Kč – výnosy pro obec z provozu stáčírny obec odhadovala na 19 milionů Kč ročně) a obci byl později zablokován majetek.
Kvůli odchodu části členů pětičlenného zastupitelstva proběhly 10. ledna 2009 mimořádné obecní volby. V nich občané při 82procentní volební účasti volili ze dvou kandidátek: kandidáti na jedné, s názvem „Sdružení nezávislých kandidátů“ vedené dosavadním dlouholetým starostou Václavem Brennerem, prosazovali dokončení projektu stáčírny a lázní, naproti tomu kandidátka „SNK Prameny bez dluhů“ vedená Jaroslavem Formánkem měla v programu od projektu ustoupit a obec oddlužit prodejem části obecního majetku. Starosta Brenner obhájil svůj post a jeho sdružení získalo 3 mandáty proti 2 mandátům druhého sdružení, nicméně část členů zastupitelstva v polovině dubna složila mandáty a starosta se dostal na 6 měsíců do pracovní neschopnosti.

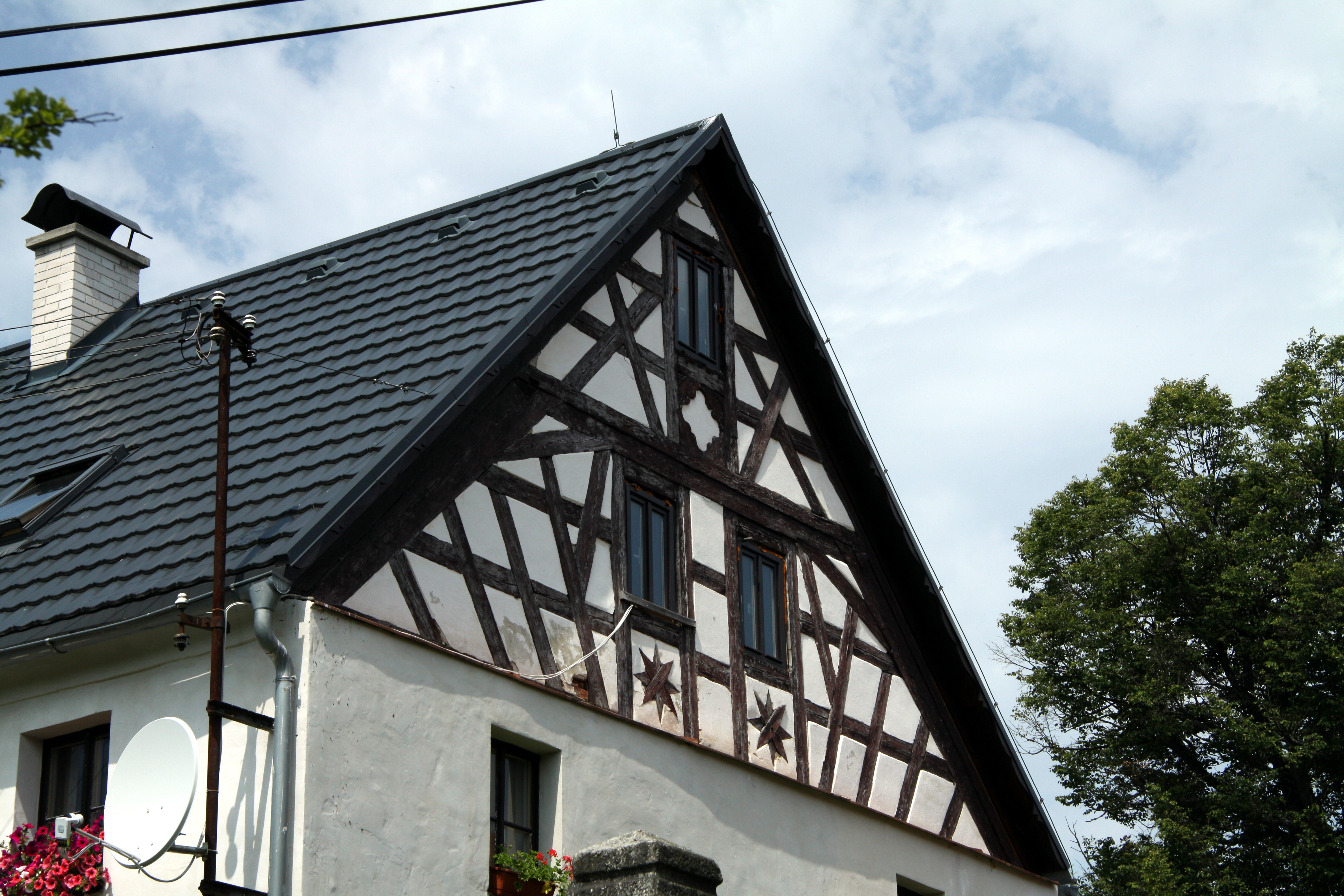
Východní štít domu čp. 15

Do mimořádných obecních voleb vyhlášených na 12. prosince 2009 se nepřihlásili žádní kandidáti, proto se tyto volby neuskutečnily, což je podle mluvčího ministerstva vnitra první takový případ v České republice od roku 1989. Jednou z možností řešení bylo vyhlášení nových voleb v dalším termínu doplňovacích obecních voleb v lednu 2010, druhou možností je, že obec bude řízena ministerstvem vnitra, ale neví se, na jak dlouho ani jaké pravomoci by pověřený správce měl. 24. listopadu bylo oznámeno, že protektor obce má být jmenován od 13. prosince 2009. Rovněž do voleb vyhlášených na 20. března 2010 nebyla do termínu 13. ledna 2010 podána žádná kandidátní listina. V prvním kole dražby bylo prodáno 6 obecních domů (z nichž 5 získali v dražbě jejich obyvatelé) a mateřská škola. Prodána má být i dosavadní radnice a další obecní majetek. 4. prosince 2009 bylo zveřejněno, že správcem obce byl s účinností od 13. prosince 2009 jmenován Jan Murín. Podle zprávy ze srpna 2010 byl správcem obce Jan Novosad. V srpnu 2010 byla uváděná výše dluhu přes 80 milionů. Budova radnice byla v srpnu 2010 nabízena ke koupi za vyvolávací cenu 330 tisíc Kč, což je polovina odhadní ceny. Byla prodána 10. srpna 2010 za 375 tisíc korun.
Komunální volby v říjnu 2010 v obci opět neproběhly, protože nikdo nekandidoval. Novým, v pořadí třetím správcem obce byla jmenována Arnoštka Aubrechtová. V dodatečných volbách konaných 5. února 2011 opět nikdo nekandidoval. Dne 1. srpna 2011 vyhlásilo MV ČR další dodatečné volby na sobotu 10. prosince 2011 Kandidátku podalo pouze Lidové fórum, žádný z pěti kandidátů z jižní Moravy a východních Čech však neměl v Pramenech trvalé bydliště, a proto ministerstvo den před volbami rozhodlo, že hlasy nebudou uznány. Samotné hlasování však paradoxně zrušeno nebylo. Byly vhozeny 2 hlasovací obálky, což představuje volební účast 1,83 % ze 109 voličů, hlasy však byly neplatné.
Do voleb konaných 7. dubna 2012 podalo kandidátní listinu s 5 kandidáty sdružení Naše Prameny. Volební účast byla asi 30 % a kandidáti byli zvoleni. 2. května 2012 byla novou starostkou zvolena Michala Málková (lídr sdružení Naše Prameny) a místostarostou Václav Jeřábek, dluhy obce dosahovaly v té době podle zprávy dosavadní správkyně 92 milionů Kč.
Po řádných komunálních volbách v roce 2014 se 26. září 2015 konaly v Pramenech nové volby. Starostkou se stala opět Michala Málková. Kvůli dluhům obec nemá peníze na základní opravy, chodníky se bortí, veřejné osvětlení svítí jen část noci a poškozené lampy nikdo neopravuje, a kvůli rozbité kanalizaci tečou splašky lidem do sklepů, do dešťové stoky, někdy se rozlévají i po silnici – potrubí se již tři roky periodicky ucpává na stejném místě a stoka je děravá.
Ministerstvo financí prý před komunálními volbami v roce 2012 slíbilo, že je ochotno poskytnout půjčku, která bude zčásti nenávratná, avšak do roku 2016 tento slib nesplnilo, protože poskytnutí půjčky je podmíněné odblokováním bankovního účtu exekutorem. Ministerstvo financí nadále prověřuje hospodaření obce a podmínky pro odblokování účtu a pak prý bude zahájeno řízení o poskytnutí výpomoci.
V rámci oddlužení kraj nabídl, že za dva miliony korun odkoupí od Státního pozemkového úřadu 23milionovou pohledávku za peníze poskytnuté firmou Real Aspekt s ruským zastoupením, resp. tato firma slíbila, že by odkoupenou pohledávku dala obci darem. Tato firma chce v obci stavět dětskou léčebnu a sanatorium pro důchodce, oponenti navrženého odkupu varují, že by se obec dostala do jejího područí. Ministerstvo financí však odmítlo převzít odpovědnost za legitimnost takového postupu a na vlastní odpovědnost se k němu kraj neodhodlal.
Zastupitel Aleš Dittert tvrdí, že jediná správná cesta oddlužení je formou bankrotu, obcí v podobné situaci je podle něj již několik desítek. Avšak zákon to neumožňuje. Ministr spravedlnosti Robert Pelikán se prý zmínil o možnosti dluhové amnestie. Mluvčí ministerstva financí v únoru 2016 prozradila, že vláda v současné době pracuje na přípravě zákona o insolvenci obcí. Kristina Labohá z ministerstva spravedlnosti k tomu dodala, že v rámci plnění tohoto úkolu bude zpracovávána dílčí analýza dopadů a rizik legislativního záměru a nelze vyloučit, že nakonec nebude účelné zákon zpracovat a jako výhodnější se ukážou nelegislativní cesty řešení.
Začátkem roku 2019 došlo k prodeji pozemků s osmi vrty minerálních vod. Obec Prameny tyto pozemky prodala za deset milionů korun společnosti, kterou vlastní ruský podnikatel Dmitrij Vajner. Ten je současně jediným věřitelem obce.

## Demografie
Nejvíce obyvatel (2415) zde žilo v roce 1880, poté následovala sestupná tendence. Nejvýraznější úbytek obyvatel byl zaznamenán v roce 1950, kdy oproti roku 1930 ubylo 1227 obyvatel. Nejmenší počet obyvatel (109) byl zaznamenán v roce 2011. Vývoj počtu obyvatel a sčítání domů je uveden v tabulce:
| Rok                   | 1869  | 1880  | 1890  | 1900  | 1910  | 1921  | 1930  | 1950  | 1961 | 1970 | 1980 | 1991 | 2001 | 2011 | 2021 |
| --------------------- | ----- | ----- | ----- | ----- | ----- | ----- | ----- | ----- | ---- | ---- | ---- | ---- | ---- | ---- | ---- |
| Počet obyvatel        | 2 335 | 2 415 | 2 161 | 1 947 | 1 784 | 1 381 | 1 527 | 300   | 181  | 271  | 232  | 135  | 144  | 109  | 92   |
| Rozdíl počtu obyvatel | −     | +80   | −254  | −214  | −163  | −403  | +146  | −1227 | −119 | +90  | −39  | −97  | +9   | −35  | –17  |
|                       |       |       |       |       |       |       |       |       |      |      |      |      |      |      |      |
| Počet domů            | 253   | 288   | 290   | 291   | 287   | 268   | 274   | 27    | 30   | 30   | 25   | 39   | 42   | 45   | 45   |
| Rozdíl počtu domů     | −     | +35   | +2    | +1    | −4    | −19   | +6    | −247  | +3   | 0    | −5   | +14  | +3   | +3   | 0    |

### Obyvatelstvo
Podle sčítání 1930 zde žilo v 274 domech 1527 obyvatel. 16 obyvatel se hlásilo k československé národnosti a 1501 k německé. Žilo zde 1509 římských katolíků, 10 evangelíků a 1 žid.

## Obecní správa
Mezi lety 1869–1930 Prameny byly obcí v okrese Karlovy Vary (1869–1880), poté v okrese Teplá (1890) a později v okrese Mariánské Lázně. V roce 1950 patřily jako osada obce k Mnichovu a v letech 1961–1975 byly znovu obcí. Od 1. ledna 1976 do 23. listopadu 1990 patřily znovu jako část obce k Mnichovu a od 24. listopadu 1990 jsou opět samostatnou obcí.

### Obecní symboly
Znak a vlajka byly obci uděleny rozhodnutím předsedy Poslanecké sněmovny Parlamentu České republiky dne 18. dubna 2014.

## Doprava
V období po první světové válce zajišťoval spojení Sangerbergu s Mariánskými Lázněmi dvakrát denně poštovní dostavník (v nejstrmějších částech trasy však museli cestující nejen jít pěšky, ale někdy i pomáhat tlačit), dalšími alternativami bylo svezení formanským vozem či najatým kočárem. Od roku 1922 byl koněspřežný dostavník nahrazen poštovním autobusem, později byly zavedeny i další linky.
V současné době jezdi do Pramenů jediná autobusová linka, 411380 dopravce Autobusy Karlovy Vary, jedoucí z Mariánských Lázní, která zde končí. Zahrnuje kolem čtyř až pěti párů spojů v pracovních dnech a tři páry v sobotu, v neděli jsou Prameny bez dopravního spojení (stav roku 2009).
Přes Prameny prochází silnice II/210 ze Sokolova do Teplé, v těchto směrech ani směrem k Bečovu nad Teplou či do Lázní Kynžvart však obec nemá přímé spojení veřejnou dopravou.

## Pamětihodnosti
V obci není žádná zapsaná kulturní památka, pouze na její území zasahuje památkově chráněná Dlouhá stoka.
- Radnice z roku 1870 je pozdně barokní dosud dochovaná stavba s věží začleněnou do osy průčelí (ta byla přistavěna až při rekonstrukci po roce 1990).[8]

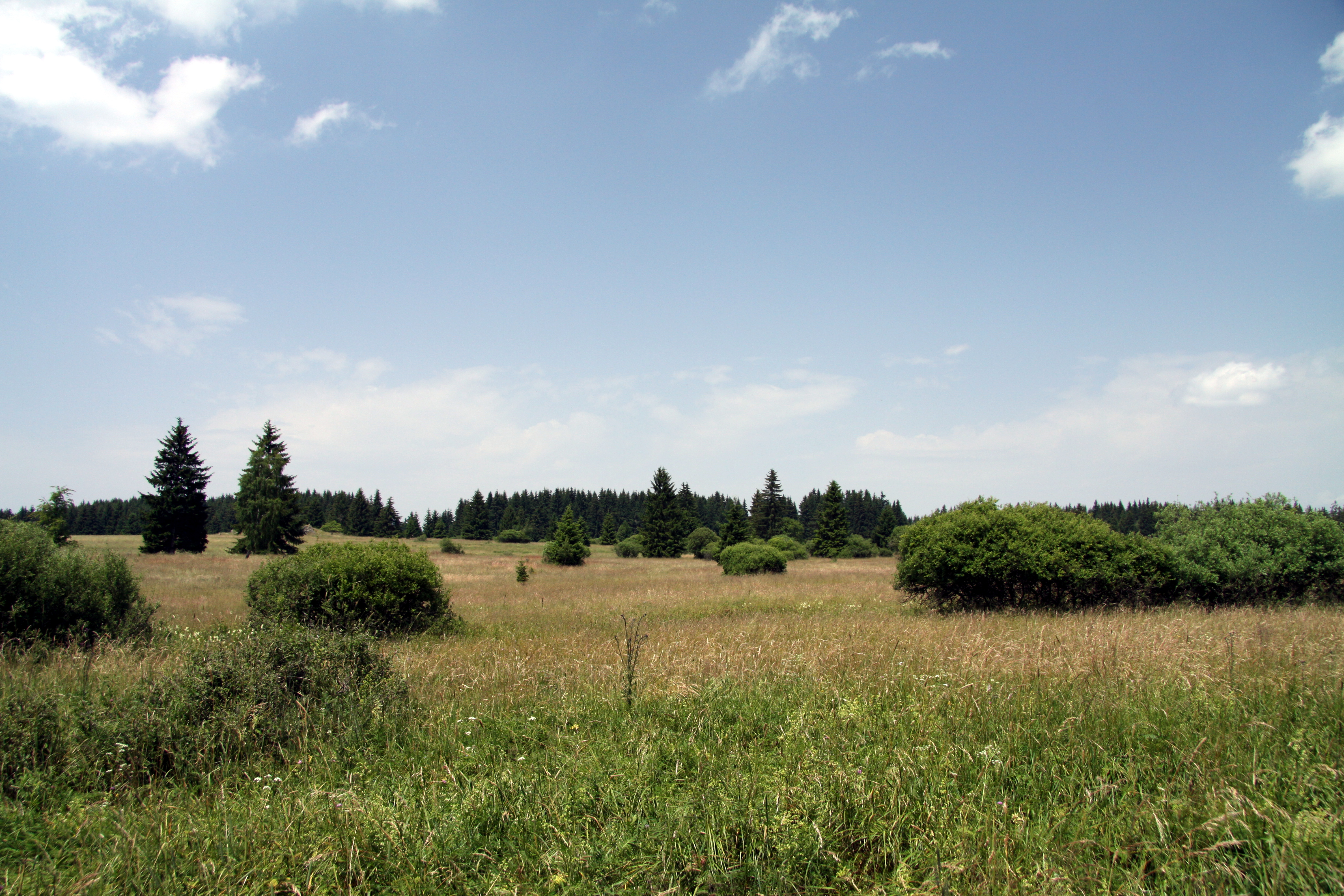
Národní přírodní památka Upolínová louka pod Křížky

- V roce 2012 byly nově upraveny a zpřístupněny vývěry Rudolfova a Giselina pramene v bývalém lázeňském parku.
- Tvrziště Kaiserruhe (Strážiště), archeologické naleziště na parcele pp. 1265 k. ú. Mariánské Lázně, poblíž cesty k Pramenům[38]
- Západně od obce stojí na úbočí zbytky kaple Panny Marie, ke které z obce vede obnovená křížová cesta.

### Zaniklé památky
- Kostel svatého Linharta se nacházel uprostřed náměstí, jihovýchodně od radnice. Původně byl gotický, nejstarší zmínka je z roku 1357. V letech 1615–1618 byl přestavěn a v roce 1692 upraven. Po roce 1950 byl zbořen. Byl jednolodní s obdélným půdorysem, trojboce uzavřeným presbytářem a hranolovou věží před západním průčelím.[8]
- Lázně Prameny na jihozápad od městečka byly postaveny ve švýcarském stylu v roce 1872.[8] Po první světové válce byl lázeňský dům prodán firmě Julius Meinl, později jej vlastnila společnost Porcelán Karlovy Vary a užívala jej jako ozdravovnu pro své zaměstnance.[5] Po roce 1945 bylo v budově zřízeno plicní sanatorium, později domov důchodců, v roce 1983 objekt vyhořel, po neúspěšném pokusu o rekonstrukci byl v roce 2000 demolován.
- Východně od obce při cestě do sousední obce Mnichov býval hřbitov, zrušený po roce 1945.

## Příroda
Obec Prameny se rozkládá v CHKO Slavkovský les. Na území obce leží maloplošná chráněná území:
- národní přírodní památka Křížky
- národní přírodní památka Upolínová louka pod Křížky
- přírodní rezervace Mokřady pod Vlčkem

Do území obce částečně zasahují:
- národní přírodní rezervace Kladské rašeliny
- přírodní rezervace Vlček

## Starostové obce
- Ing. Václav Brenner, od 90. let do roku 2009 (?)
- Michala Málková, od května 2012

## Správci obce
- Jan Murín, 13. prosince 2009 – ?
- Josef Novosad, 2010
- Arnoštka Aubrechtová, od 16. října 2010